# 浅生 (北九州市)
浅生（あそう）は福岡県北九州市戸畑区の地名および地域名。

## 概要
戸畑区市街地の中心部に位置しており、町名として浅生1-3丁目がある。また、隣接する中本町および新池一丁目の一部を含む地域の総称である。
地区の北側を浅生通り、西側を旧電車通りによって区切られ、二つの通りが交わる浅生交差点付近が戸畑区内でかつて最も賑わいのあった地区で、現在も沿道には商店が建ち並んでいる。旧電車通りと並行する路地は「浅生ファイン通り」と名付けられ、老舗レストランをはじめスナックなどの飲食店が軒を連ねる。
地形的には平坦な地域が多いが、飛幡八幡宮を最高地点として、南側に隣接する沖台地区を流れる天籟寺川流域に向かって坂の多い地域でもある。 
戸畑祇園大山笠の時期には飛幡八幡宮境内を中心に参宮通り沿いには夜店が並び、多くの人で賑わう。

## 歴史

### 沿革
- 1929年（昭和4年） - 西鉄北九州線（枝光線）開通。
- 1965年（昭和40年） - 戸畑岩田屋開業。
- 1977年（昭和52年） - 戸畑岩田屋閉店。
- 1985年（昭和60年） - 西鉄北九州線（枝光線）廃止。
- 2002年（平成14年） - 浅生通り拡幅。

## 地名の由来
中世（鎌倉時代〜室町時代）に存在した、麻生氏が支配した荘園「麻生荘」に由来する。

## 交通

### 鉄道
- 町域に鉄道駅はないが、鹿児島本線・戸畑駅までは徒歩数分で利用可能である。

かつて旧電車通り上に、浅生交差点を挟んで西鉄北九州線（枝光線）浅生電停が存在した。

### バス
- 西鉄バス北九州 - 浅生通りバス停[注釈 2]、中本町バス停

町域外であるが、浅生通りの戸畑駅寄りに浅生市場前バス停がある。
- 北九州市交通局 - 浅生通りバス停

戸畑駅から若松区に向かう路線を運行。

### 道路
- 福岡県道271号下到津戸畑線（浅生通り）

## 施設
- 北九州市立高等学校
- 北九州市立浅生スポーツセンター
- 北九州市立浅生市民センター
- 浅生2号公園 - 戸畑祇園大山笠競演会場となる「浅生1号公園」の所在は新池一丁目。
- 飛幡八幡宮
- 北九州農業協同組合（JA北九）戸畑支店
- 北九州市立戸畑図書館 - 2014年3月28日、旧戸畑区役所建物に移転。
- 浅生球場 - 都島球場に移転、跡地は多目的グラウンドとして整備。